# トラバントnT
トラバントnTは2009年にドイツのフランクフルトモーターショーで公開された電気自動車のコンセプトカー。かつてのドイツ民主共和国（東ドイツ）で生産されていた乗用車であるトラバントをモチーフとして企画された。

## 概要
車名のnTは「ニュー・トラビ」の略で2007年にトラバントの50周年を記念して模型自動車メーカーのヘルパ・ミニチュアモデッレで縮尺1/10で新型のトラバントの模型を製作することになり、同年のフランクフルトモーターショーで模型が展示され、2009年のフランクフルトモーターショーでコンセプトカーが展示された。車体は旧型のトラバントをモチーフにした3ドアハッチバックで、車体の色は水色で丸型ヘッドランプや縦長テールランプを備え、屋根には120W出力の太陽電池パネルが装着され、蓄電池の充電を補助する仕様だった。トラバントnTコンソーシアムが設立され、投資家を募って量産化が検討されたものの、十分な資金が集まらず量産には至らなかった。

## 諸元
- 全長 3950mm
- 全幅 1690mm
- 全高 1500mm
- ホイール ベース 2450mm
- 重量 1050kg
- 最高速度は130㎞/時
- 走行距離は160㎞
- 積載量400㎏

## ギャラリー

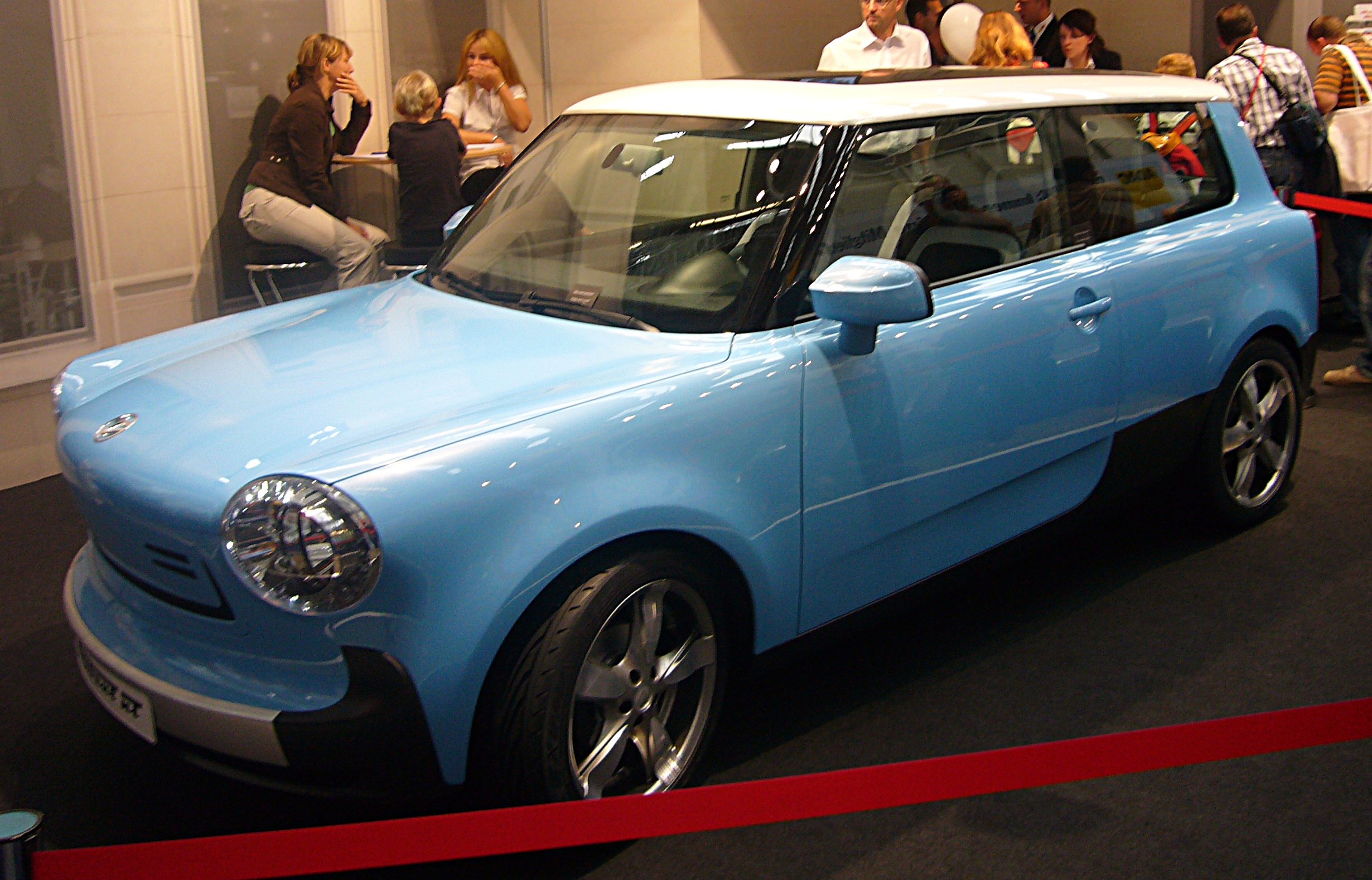
斜め側面から見たnT
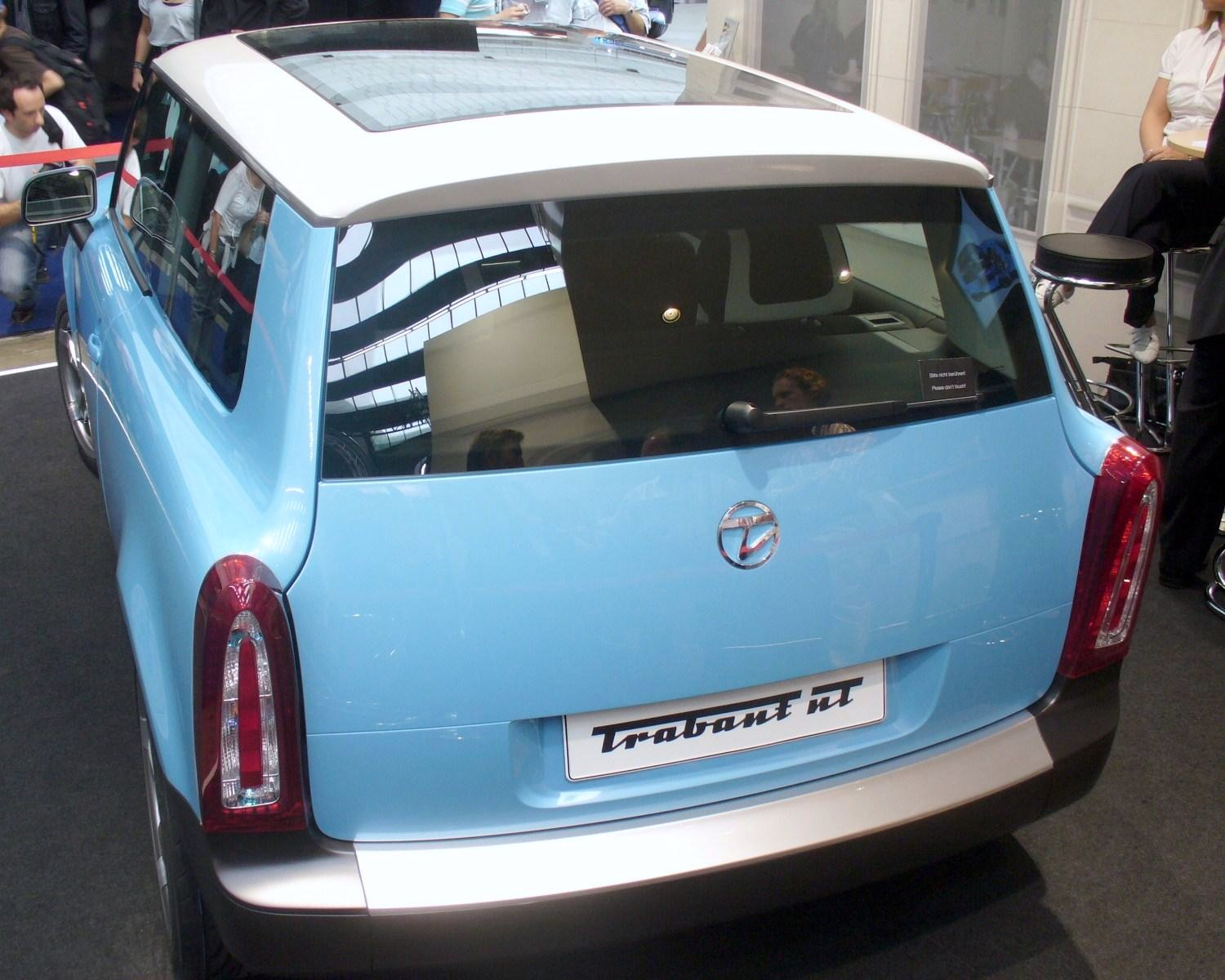
後方から見たnT